# Szattiwaza
Szattiwaza, Šattiwaza lub Mattiwaza (sansykr. mati-vâja „on, którego zdobywczą siłą jest modlitwa”) – król huryckiego państwa Mitanni panujący prawdopodobnie w latach 1350 p.n.e. do 1320 p.n.e.
Szattiwaza był bratem króla Tuszratty, a jego huryckie imię brzmiało Kili-Teszup. W czasie zamętu politycznego po śmierci swojego poprzednika, pretendent do tronu Szuttarna III, próbował zamordować Szattiwazę. Szattiwaza uciekł szukając schronienia na dworze hetyckiego władcy Suppiluliumy I. Poślubił on córkę Suppiluliumy I i wrócił do Mitanni wraz z hetycką armią. Szuttarna III, który uzurpował sobie prawo do tronu podczas nieobecności Szattiwazy, został pokonany, a Szattiwaza został ogłoszony królem Mitanni. Szczegóły tej historii zostały odnotowane w traktacie sojuszniczym zawartym między Suppiluliumą I i Szattiwazą:
Jeżeli ty, Szattiwazo, synu królewski, i wy, Huryci, nie dotrzymacie słów tej umowy, to niechaj zniszczą ciebie, Szattiwazę, i was, Hurytów, wraz z waszym krajem, waszymi żonami i waszym mieniem bogowie, panowie przysięgli! Niechaj was wyciągną jak słodycz z jej osłony! Jak nie można wyhodować roślin z [...], tak samo obyś i ty, Szattiwazo, z twą drugą żoną, którą może weźmiesz, i wy, Huryci, wraz z waszymi synami i z waszym krajem, nie mieli potomstwa. Niechaj bogowie, którzy są panami przysięgi, sprowadzą na was ubóstwo i nędzę! I niechaj tobie, Szattiwazo, tron obalą! Niechaj owe bóstwa złamią cię, Szattiwazo, wraz z całym krajem, jak trzcinę! Niechaj zetrą z ziemi twe imię i potomstwa z twej drugiej żony, którą może weźmiesz! [...] Niechaj ziemia pokryje się lodem tak, że nie utrzymacie na niej równowagi! Niechaj grunt w waszym kraju zmieni się w bagno tak, że zapadniecie się w nim i nie przejdziecie! Ty Szattiwazo, i wy, Huryci, obyście się stali wrogami tysiąca bogów! Niech oni was ścigają!